# Андре Силва
Андре Мигел Валенте да Силва (порт. André Miguel Valente da Silva; Багим до Монте, 6. новембар 1995) професионални је португалски фудбалер који игра на позицији нападача.
Тренутно је играч РБ Лајпцига, који наступа на позајмици за Реал Сосиједад, као и стандардни репрезентативац Португала. 

## Клупска каријера
Силва постаје играч екипе Порта 2011. године када потписује уговор са јуниорским тимом. Прве професионалне наступе имао је за резервни састав Порта током сезоне 2013/14. са којим се наредне две сезоне такмичио у португалској другој лиги. 
За први тим португалског клуба дебитује 29. децембра 2015. у утакмици Лига купа против екипе Маритима, а четири дана касније игра и своју прву прволигашку утакмицу. Статус стандардног првотимца добија током сезоне 2016/17. у којој је у свим такмичењима одиграо 44 утакмице и постигао чак 21 погодак. 
Иако је током августа 2016. продужио уговор са Портом на још пет сезона, већ нардне године сели се у Италију и потписује петогодишњи уговор са екипом Милана вредан 38 милиона евра. Први наступ у дресу Милана имао је већ 27. јула у трећем колу квалификација за Лигу Европе против румунске Университатее. Са одличним наступима у Лиги Европе наставио је и у наредном периоду, прво је постигао 2 гола против Шкендије у последњем колу квалификација, а затим и хет-трик у победи од 5:1 над Аустријом Беч у групној фази. Силва је тако постао првим играчем Милана који је постигао три гола на једној европској утакмици, још од Каке 2006. године. Први, а уједно и победнички погодак у Серији А постигао је тек 11. марта 2018. у утакмици против Ђенове.

## Репрезентативна каријера
Силва је играо за све узрасне репрезентативне селекције Португалије, а дебитантски наступ у дресу сениорског тима имао је 1. септембра 2016. у пријатељској утакмици против Гибралтара играној у Порту. Пет дана касније одиграо је и први такмичарски меч за репрезентацију, била је то утакмица квалификација за СП 2018. против Швајцарске коју су Португалци изгубили резултатом 0:2. Већ на наредној квалификационој утакмици играној у октобру против Андоре постиже свој први погодак за репрезентацију у победи од 6:0, а потом пар дана касније и хет-трик у победи над Фарским Острвима такође са 6:0. 
Прво велико такмичење на ком је заиграо био је Куп конфедерација 2017, а на турниру је дебитовао већ у првој утакмици групне фазе против Мексика. Силва је одиграо и наредне четири утакмице на турниру, постигао погодак против Новог Зеланда у трећем колу групне фазе, а селекција Португала освојила треће место.   
У пријатељској утакмици коју је Португалија играла 28. маја 2018. у Браги против Туниса, Силва је постигао јубиларни хиљадити гол репрезентације Португала. 
На светским првенствима дебитује у Русији 2018, а прву утакмицу на турниру одиграо је већ у првом колу против Шпаније ушашвши као замена за Гонсала Гедеса у 80. минуту утакмице. На првенству је играо још и на утакмицама против Ирана и Уругваја. 

## Признања и успеси
Португалија
- Куп конфедерација:  2017.